# .sh
.sh je vrhovna internetska domena (country code top-level domain - ccTLD) za Svetu Helenu, Ascension i Tristan da Cunhu. Domenom upravlja NIC.SH.

## Vanjske poveznice
- IANA .sh whois informacija  Arhivirana inačica izvorne stranice od 7. rujna 2008. (Wayback Machine)